# クイズ DE 学園祭
『クイズde学園祭』（クイズでがくえんさい）は、ナグザットから1993年11月26日にPCエンジンSUPER CD-ROM²用ソフトとして発売されたクイズゲームである。

## 登場人物
江戸川橋渡
- 声 - 林延年
このゲームの主人公。新任の男性体育教師でジャージを着用している。ひょんなことから学園長の孫娘を捜索することとなってしまい、校内を探索し、クイズ勝負をして情報を聞き出す。

天野星子
- 声 - 冬馬由美
3年A組の女子生徒。

麻上美代子
- 声 - 冬馬由美

有栖川うさぎ
- 声 - 冬馬由美

東州斎涼香
- 声 - 冬馬由美

みいな
- 声 - 國府田マリ子

芥川綾乃
- 声 - 國府田マリ子　
2年C組の女子生徒。

三田村絵理子
- 声 - 國府田マリ子

加賀浦竜子
- 声 - 國府田マリ子

学園長
- 声 - 江川央生

仁藤美由
- 声 - 笠原留美

姫野愛
- 声 - 笠原留美

浜野麗香
- 声 - 笠原留美

三条きらら
- 声 - 嶋方淳子

蛭田佳代
- 声 - 嶋方淳子

春田純
- 声 - 嶋方淳子

市川亜弓
- 声 - 中山真奈美
1年B組の女子生徒。１年B組は学園祭の催し物として喫茶店を行っており、ウェイトレスを担当している。制服のセーラー服に下はブルマーという格好をしているが、彼女いわく「ドジだからスカートにコーヒーをこぼしてしまった」からスカートを脱いでブルマーを履いているとのこと。説明書には彼女がコーヒーをこぼすイラストがある。
江戸川橋には「なんかエッチだな」と言われるが彼女自身は「そうかなあ」とセーラー服にブルマー姿をいやらしいと思っている自覚はなく、ブルマー姿でいることに抵抗はない。

菱美ゆり恵
- 声 - 中山真奈美

田村理世子
- 声 - 中山真奈美

三世院星来
- 声 - 西本悦子

高森千沙
- 声 - 西本悦子

桃山夢子
- 声 - 西本悦子

西田弓美
- 声 - 野本昌江

外山たまえ
- 声 - 野本昌江

神野美子
- 声 - 野本昌江

古村月子
- 声 - 小山裕香

市ヶ谷千鶴
- 声 - 小山裕香

南陽子
- 声 - 原えりこ

球井摩利
- 声 - 原えりこ　
1年D組の女子生徒。校庭で100人ドッジボールに参加している。体操着とブルマを着用しているがこの日のために特注で仕上げたブルマを履いている

松本光子
- 声 - 富沢美智恵

一ノ瀬忍
- 声 - 富沢美智恵

海野静香
- 声 - 富沢美智恵

流星教頭
- 声 - 江森浩子

一条寺ミミィ
- 声 - 江森浩子

新島五月
- 声 - 江森浩子

## スタッフ
- キャスティングマネージメント：角康昭
- 協力：（株）青二プロダクション
- 制作：（株）ナグザット
- 企画・原案：FIX
- キャラクター・デザイン：もりけん
- 絵コンテ・脚本：もりけん
- プログラマー：神無月らい
- グラフィック：江南直緒、藤波勝
- 音楽：米田克哉
- クイズ作成：司くん、藤波勝、ヤスイケンタロー、バイアモン佐藤、もりけん、井上一彦、おやけん べーた、4回生 やじ、まつくい、じゃりすけ、横山祥、田口真之、桜井博朗
- テクニカルアドバイザー：山下孝、杉本尚志
- スペシャルサンクス：古橋秀幸
- 制作進行：福田雅之
- ゲーム制作：FIX
- 監督・総指揮：Hide

## 評価
ゲーム誌「ファミコン通信」の「クロスレビュー」では6・4・5・4の合計19点（満40点）、「月刊PCエンジン」では85・75・70・70・70の平均74点（満100点）、「電撃PCエンジン」では40・45・40・40の平均41.25点（満100点）、「PC Engine FAN」の読者投票による「ゲーム通信簿」での評価は以下の通りとなっており、21.2点（満30点）となっている。
| 項目 | キャラクタ | 音楽 | お買得度 | 操作性 | 熱中度 | オリジナリティ | 総合 |
| 得点 | 4.3        | 3.4  | 3.4      | 3.3    | 3.6    | 3.3            | 21.2 |